# San Marinese verkiezingen 2008
De Sanmarinese verkiezingen werden in 2008 gehouden op 9 november.
Eerder in 2008 was het besluit genomen voor een nieuwe kieswet in San Marino die voor enkele veranderingen zorgde, waaronder een kiesdrempel van 3,5%. De verkiezingen gingen voornamelijk tussen de twee belangrijke coalities: Patto per San Marino (centrumrechts) and Riforme e Libertà (centrumlinks).

## Coalities en Partijen
Vanwege de nieuwe kieswet waren de politieke partijen georganiseerd in twee belangrijke coalities.
- Patto per San Marino (Pact voor San Marino)
- Riforme e Libertà (Verandering en Vrijheid)

### Patto per San Marino
- Partito Democratico Cristiano Sammarinese (Sanmarinese Cristen-Democratische Partij)
  - Partito Democratico Cristiano Sammarinese (Sanmarinese Cristen-Democratische Partij)
  - Europopolari per San Marino (Euro-Populairen voor San Marino)
  - Arengo e Libertà (Arengo en Vrijheid)
- Alleanza Popolare (Populaire Alliantie)
- Lista della Libertà (Lijst van de Vrijheid)
  - Nuovo Partito Socialista (Nieuwe Socialistische Partij)
  - Noi Sammarinesi (Wij Sanmarinezen)
- Unione Sammarinese dei Moderati (Sanmarinese Gematigde Unie)
  - Popolari Sammarinesi (Sanmarinese Populairen)
  - Alleanza Nazionale Sammarinese (Sanmarinese Nationale Alliantie)

### Riforme e Libertà
- Partito dei Socialisti e dei Democratici (Partij van Socialisten en Democraten)
  - Partito dei Socialisti e dei Democratici (Partij van Socialisten en Democraten)
  - Sammarinesi per la Libertà (Sanmarinezen voor Vrijheid)
- Verenigd Links
  - Rifondazione Comunista Sammarinese (Sanmarinese Communistische Hervorming)
  - Partito della Sinistra (Linkse Partij)
- Democratici di Centro (Centrumdemocraten)

## Uitslag
Resultaat van de Conseigli Grande e Generale  van San Marino, 19 november 2008.
| Partijen                                  | Stemmen | Percentage | Zetels |
| ----------------------------------------- | ------- | ---------- | ------ |
| Partito Democratico Cristiano Sammarinese | 6693    | 31,90%     | 22     |
| Alleanza Popolare                         | 2417    | 11,52%     | 7      |
| Lista della Libertà                       | 1317    | 6,28%      | 4      |
| Unione Sammarinese dei Moderati           | 874     | 4,17%      | 2      |
| stemmen voor de coalitie                  | 73      | 0,35%      | —      |
| Patto per San Marino                      | 11 373  | 54,22%     | 35     |
| Partito dei Socialisti e dei Democratici  | 6703    | 31,96%     | 18     |
| Sinistra Unita                            | 1797    | 8,57%      | 5      |
| Democratici di Centro                     | 1037    | 4,94%      | 2      |
| stemmen voor de coalitie                  | 65      | 0,31%      | —      |
| Riforme e Libertà                         | 9.602   | 45,78%     | 25     |
| Aantal geldige stemmen                    | 20.975  | 100,00%    | 60     |
| Ongeldige/Blanco stemmen                  | 831     |            |        |
| Aantal getelde stemmen                    | 21.806  |            |        |
| Geregistreerde kiezers                    | 31.845  |            |        |
| Opkomst                                   | 68.48%  |            |        |